# Zsuppa
Zsuppa (románul: Jupa) falu Romániában, a Bánságban, Krassó-Szörény megyében.

## Nevének eredete
Neve Kiss Lajos szerint egy 'kerület, körzet' jelentésű ősszláv *župa szóra megy vissza. Először 1369-ben, Suppa alakban említették. Vasútállomásának neve Tibiscum.

## Fekvése
Karánsebestől öt kilométerre északra, a hatos főút mentén, a Temes bal partjához közel fekszik. A határához tartozó 545 hektárnyi erdő fái közül kb. 33% gyertyán, 27% hárs, 18% kocsánytalan tölgy és 12% csertölgy.

## Népessége

### Etnikai és vallási megoszlás
- 1828-ban 288 ortodox és négy római katolikus vallású lakosa volt.[2]
- 1910-ben 543 lakosából 407 volt román, 71 magyar, 32 német és nyolc horvát anyanyelvű; 406 ortodox és 137 római katolikus vallású.
- 2002-ben 578 lakosából 442 volt román, 49 ukrán (ruszin), 30 cseh, 18 német, 18 magyar és 16 cigány nemzetiségű; 467 ortodox, 91 római katolikus és 11 pünkösdi vallású.

## Története
1799 és 1801 között költöztették mai helyére, sakktáblás utcarendbe. A hagyomány szerint korábban a Toplița patak két partján feküdt. 1779 és 1880 között Krassó, 1880-tól Krassó-Szörény vármegyéhez tartozott. A kincstár 1807-ben Frummer Józsefnek adományozta, majd 1821-ben Constantin Capra macedoromán kereskedőé lett. A vasút 1876-os megépülésekor át kellett költöztetni temetőjét. Miután Constantin Capra Alexandru nevű fia meghalt, birtoka Dumba Máriára és Manno Pelágiára szállt. A temesvári Bródy cég 1913-ban fakitermelő vasutat épített határában. A faipari üzem mellé betelepülő római katolikusok – magyarok, szlovákok, németek – 1930-ban templomot is építettek. Ruszin lakói 1956 és 76 között Cornuțelből, Ruténtelepről és Zoltánfalváról települtek be mint a termelőszövetkezet dolgozói.

## Látnivalók

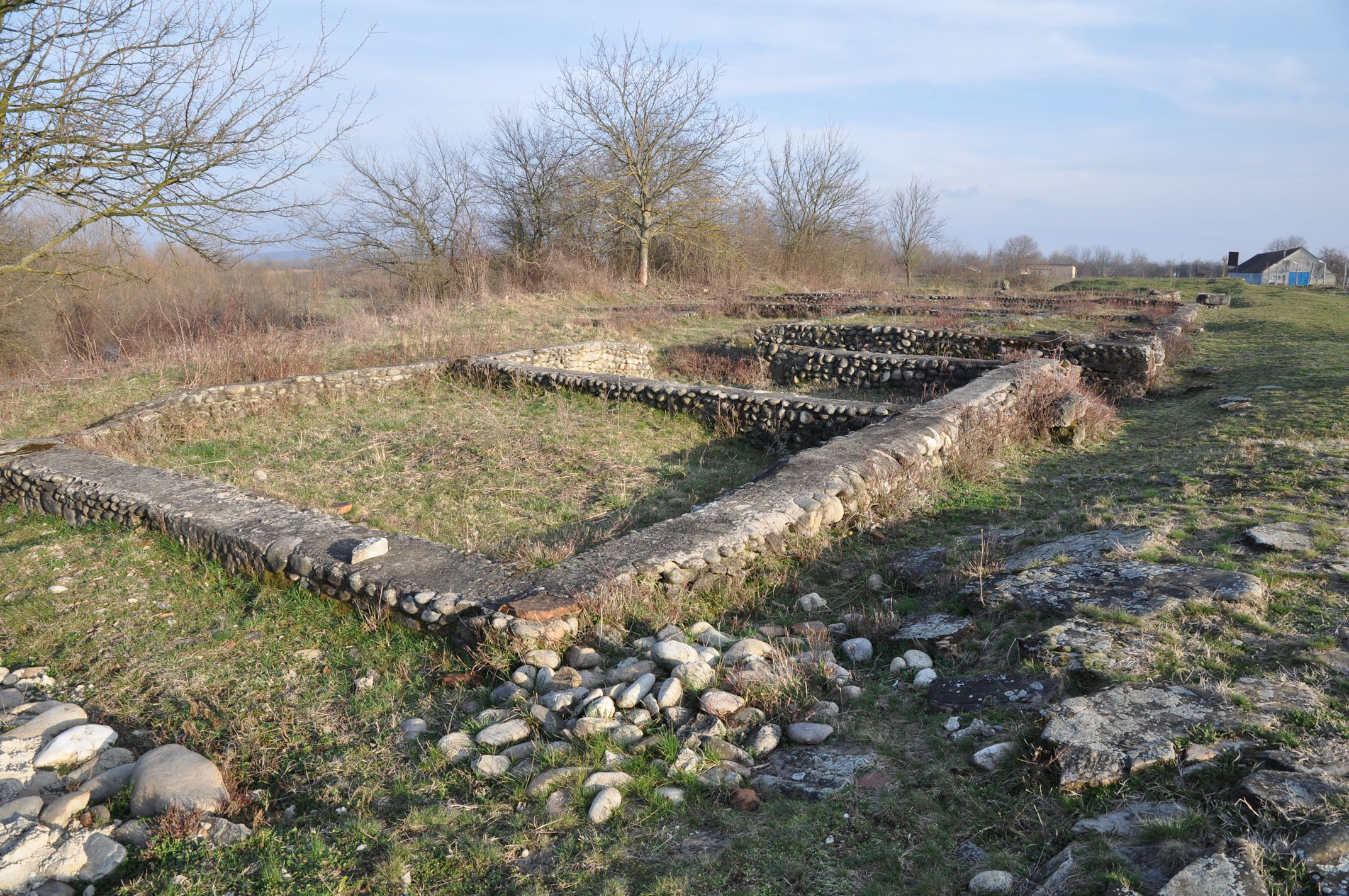
A vicus egyik épülete

- A falutól észak–északkeletre, a Temes két partján fekszenek a római Tibiscum maradványai: a folyó jobb partján az egykori polgárváros, a bal parton, vele szemben a castrum, utóbbitól északra pedig a vicus, ahol kézművesek, kereskedők, veterán katonák és a helyőrség tagjainak családai éltek. (Utóbbinak tizenkét épületét tárták fel.) A castrum a dák–római háborúk idején épült először föld- és faszerkezettel, amit Hadrianus uralkodásának kezdetén kőfalakkal helyettesítettek. Nevét a Temes latin nevéről – Tibiscus – kapta. Tibiscum a Tabula Peutingerianán is szerepel. A romokat elsőként Luigi Ferdinando Marsigli írta le 1690-ben. Régészeti feltárását Ortvay Tivadar kezdte meg 1875-ben a jobb parton, a polgárváros helyén. 1964-ben rendszeres feltárás indult, amelynek lezárulta után, 1977-ben a bal parti castrumot és vicust régészeti rezervátummá nyilvánították. 1981-ben egy kisebb múzeumot is berendeztek benne.
- A faluban álló Capra-udvarház állítólag 1795-ben épült.[4] A romos épületet a 2010-es évek elején a karánsebesi városháza újíttatta fel.[5]
- Ortodox temploma 1850-ben épült. Belsejét I. Eckel bécsi festő festette ki.